# Лоденстейн, Йодокус ван
Йодокус ван Лоденстейн (нидерл. Jodocus van Lodenstein, также Lodensteyn; 6 февраля 1620, Делфт — 6 августа 1677, Утрехт) — нидерландский протестантский пастор, проповедник, богослов, мистик, духовный писатель и поэт, представитель движения «Nadere Reformatie» («продолжающаяся, углубляющаяся реформация»), один из предшественников и вдохновителей пиетизма.

## Биография
Йодокус ван Лоденстейн родился 6 февраля 1620 г. в Делфте. Происходил из знатного рода; его отец был бургомистром Делфта. С детских лет проявилось его религиозное настроение. Учился в университетах г. Утрехта у Гисберта Воеция и г. Франекера у Иоганна Кокцеюса. От Кокцеюса Лоденстейн заимствовал глубокий интерес к Священному Писанию, от Воеция — серьёзное отношение к практическому благочестию и увлечение пуританизмом. Впоследствии Лоденстейн сохранил в высшей степени почтительное и даже дружеское отношение с обоими своими знаменитыми учителями, не вмешиваясь в богословские споры между воетианами и кокцеюсианами.

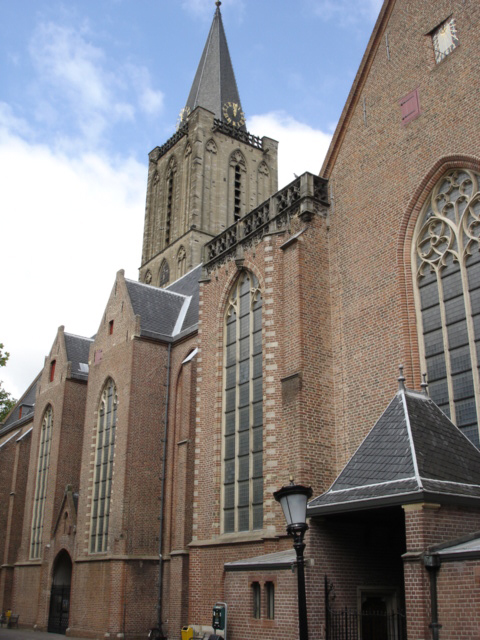
Церковь св. Иакова в Утрехте — место служения Лоденстейна с 1653 г.

Желая ближе ознакомиться с учением и практикой английских и шотландских пуритан, Лоденстейн намеревался по окончании учёбы совершить путешествие в Великобританию. Но планы его не осуществились: в 1644 году он был призван к пастырскому служению в Зутермер, а в 1650 года в Слёйс. Зарекомендовав себя как замечательный пастор и проповедник, в 1653 году Лоденстейн был приглашён в Утрехт, где до конца жизни служил в городской церкви св. Иакова.
Лоденстейн принадлежал к движению «Nadere Reformatie», главная цель которого была — не останавливаться в реформировании Церкви только на учении, но распространять «возврат к апостольским временам» и на все сферы общественной, семейной и личной жизни христиан. На практике это вело к «пуританизации» — аскетически-строгой повседневности, сосредоточенной на духовной жизни и молитве, чуждой развлечений, излишних удовольствий, а тем более роскоши, увеселений и т. п. Лоденстейн являлся образцом такой жизни. Он избрал для себя безбрачное существование, жил крайне воздержно, много благотворил. Его ревностное отношение к своему пастырскому служению вызывало благодарный отклик и любовь прихожан. Помимо своей прямой церковной деятельности он организовал у себя дома еженедельные катехизические собрания, вход на которые был открыт для всех. На этих «пятничных вечерах» (почти уже пиетистских «collegiis pietatis») наряду с чтением Св. Писания много времени посвящалось разбору тех или иных вопросов внутренней духовной жизни, интересующих участников собраний. Были у Лоденстейна и противники, утверждающие, что он насаждает «излишне пуританский» образ жизни, что его собрания — сплошное бесчинство, поскольку на них присутствуют без всякого различия и бюргеры и студенты, и мужчины и женщины, и люди благородного и низкого звания, и т. д. По этому поводу даже писались памфлеты, обвинявшие Лоденстейна в «новом методизме». Но в целом уважение к Лоденстейну и его почитание было столь всеобщим и тёплым, что горожане называли его не иначе как «vader» — «отец», «батюшка». Дружеские, доверительные отношения связывали Лоденстейна со многими видными представителями духовной и интеллектуальной элиты Утрехта: Гисбертом Воецием, Анной Марией фон Шюрман и др.
Горячее стремление, которому была посвящена вся жизнь Лоденстейна — внутренняя реформация церковной жизни — со временем стало приобретать у него черты гиперкритицизма. Видя недостаточность церковных усилий для того, чтобы все без исключения христиане вели образцово-благочестивый образ жизни, Лоденстейн пришёл к мысли отказаться от совершения Таинства Алтаря, чтобы не преподавать Святое Причастие, наряду с подлинными христианами, недостойным «христианам-по-имени». Об этом решении он объявил в 1665 г., после того, как перенёс некую тяжёлую болезнь. Отказ Лоденстейна от совершения таинств стал сенсацией не только в Утрехте, но и во всех Нидерландах. Бургомистр Утрехта предъявил Лоденстейну официальные претензии, но тот не отказался от своего решения. Несмотря на это, Лоденстейн не был отрешён от должности — здесь сказалось его исключительное положение как «духовного учителя» народа; до конца своих дней он продолжал быть проповедником утрехтской церкви св. Иакова.
Такой образ действий Лоденстейна пролагал пути церковному сепаратизму, хотя сам он не был его сторонником. Когда в конце 1660-х гг. Жан де Лабади (в своё время приглашённый в Нидерланды в том числе и Лоденстейном) открыто перешёл на сепаратистские позиции, Лоденстейн не одобрял этого. При этом он оставался с Лабади в добрых отношениях и призывал не осуждать его.
В апреле 1672 года Франция и Англия (а вслед за ними и другие державы) объявили Нидерландам войну. 20 июня король Людовик XIV вступил в Утрехт. В ходе военных действий французы впоследствии были вынуждены оставить город, наложив на него контрибуцию. Чтобы гарантировать выплату контрибуции, завоеватели увезли с собой в качестве заложника Лоденстейна и поместили его под арест в крепость Рес, где он пробыл несколько месяцев. Вернувшись в Утрехт, Лоденстейн произнёс покаянную проповедь, необыкновенно воодушевившую горожан. И в дальнейшем, в ходе войны, Лоденстейн всячески поддерживал утрехтцев и духовно, и материально (так, он отдал на нужды города всю серебряную посуду из своего дома).

Титульный лист первого издания «Отдохновений»

Лоденстейн достаточно много писал; сочинения, выходящие из-под его пера (трактаты, проповеди, молитвенные размышления), привлекали всеобщее внимание и не раз переиздавались. Лоденстейн был выдающимся поэтом, ценимым в Нидерландах не только в церковных кругах. Ряд своих проповедей он перелагал в гимны, считая это весьма важным. Особенной популярностью пользовался его поэтический сборник «Отдохновения» («Uytspanningen», 1676 г.), многие стихотворения из которого впоследствии были переведены Герхардом Терстегеном на немецкий язык и получили широкое распространение.
Скончался Лоденстейн 6 августа 1677 г. в возрасте 57 лет после краткой болезни и был с большими почестями похоронен в Утрехте.

## Учение
Догматически Лоденстейн строго придерживался учения Реформатской Церкви. Но центр тяжести христианства лежал для него не в догматике и не в характерной для протестантизма XVI—XVII вв. борьбе за «чистоту учения», а в непосредственном единении души со Христом и проистекающей из этого единения всесторонней христианизации жизни — личной, семейной, церковной и общественной.

### Nadere Reformatie
Отсюда проистекали реформационные устремления Лоденстейна. Он считал, что «реформация XVI века была половинчата, и что реформированная церковь — которая на самом деле совершенно деформирована, — нуждается в новой реформации каждого отдельного её члена». По мнению Лоденстейна, в результате излишнего увлечения учением об оправдании только через заслуги Христа верующие совсем перестали обращать внимание на то, что это оправдание усваивается человеком через осознание своих грехов, покаяние в них и стремление к духовному совершенству. «Учение должно быть только средством для очищения и исправления жизни», — настаивал он (этот тезис — одно из основных положений пиетизма). Лоденстейн критиковал излишнее усердие протестантов по искоренению многих исторически-церковных учреждений; он полагал, что совсем не нужно было упразднять покаянную дисциплину и исповедь, монастыри, всенощные и т. п., а нужно было их «евангелически очистить» и приспособить к подлинной жизни по духу Христову. «Реформация без Духа есть злейшая деформация»; «реформат без Духа — атеист», писал он в своей книге «Созерцание Сиона».
Понимание необходимости покаяния и изменения жизни Лоденстейн ревностно насаждал в своей пастве. При этом он думал не только о своей общине и о Реформатской Церкви, к которой он принадлежал; с проповедью истинного христианства нужно идти и к папистам, и к язычникам. Таким образом, Лоденстейн явился одним из первых богословов среди реформатов, которые настаивали на необходимости активного миссионерства (подразумевая под миссией прежде всего научение христианскому образу жизни).

### Мистическое богословие
«Реформация жизни», по Лоденстейну, осуществляется не столько принятием тех или иных церковных и общественных мер, сколько, прежде всего, внутренним изменением человека. Главным двигателем реформации поэтому должно быть духовное, мистическое обновление личности во Христе. Оно традиционно связано с умерщвлением ветхого Адама и с новым рождением свыше (Ин. 3, 3). Мистико-аскетическое учение Лоденстейна было систематизировано его друзьями и последователями в десяти пунктах следующим образом:
- Христианин должен познавать своего Бога. Для этого ему надлежит сколь возможно часто умом и сердцем молитвенно взирать на Него и на Его божественные свойства, и таким образом непрестанно ходить в свете лица Его. (Здесь важное место занимает чтение Священного Писания. Но как таковое оно мало полезно, если Бог не даст человеку дух разумения Писания и способность прилагать то, что в нём говорится, к себе самому. Необходимо молить Бога о ниспослании этого духа[8].)
- Через такое взирание на Бога христианин научается смирению перед Богом и другими людьми.
- Правильное взирание на Бога свидетельствуется тем, что человека не отвлекает от Него ничто тварное.
- От такого правильного, святого взирания на Бога в сердце христианина рождается пламенная любовь к Нему, с помощью которой только и можно увидеть, преодолеть и умертвить в себе греховные расположения, падшее самолюбие и плотские похоти.
- Если душа правильно созерцает Бога, то она приобретает через это некое «в-печатление» в себя образа Божия, подобно тому, как лицо Моисея сияло от общения с Богом.
- Это созерцание лица Божия порождает и укрепляет в человеке истинную веру в милосердного Бога, Иисуса Христа, и в то, что Он поможет ему во всех обстоятельствах и скорбях.
- Действием этой веры является то, что христианин, познавая благость и всемогущество Божие, полностью предаёт всего себя в Его волю, ищет только того, что угодно Богу и становится способным делать всё то, что Он повелит, и с терпением принимать всё то, что Он ниспошлёт.
- Через такое всецелое устремление к Богу и созерцательную молитву христианин, уже в самых глубинах своего существа, совершенно отвращается от греха; мотивацией его жизни и действий становится исключительно прославление Бога.
- Тогда наступает единение человека с Богом, насколько это возможно для человека. Бог и Его воля становятся всецелым и единственным содержанием жизни христианина.
- Но всё вышеописанное не состоит во власти человека. «Чтобы узреть Бога, необходимо, чтобы Он отверз и просветил наши очи Своим светом. Посему да повергается душа перед Ним и во всяком смирении и тишине ожидает, что Ему будет угодно с нею сотворить»[9].

В последние 12 лет своей жизни Лоденстейн заметно сдвигался от реформационного настроения к мистическому индивидуализму. Внешние пастырские усилия казались ему всё менее плодотворными; он всё больше замыкался в себе и нередко повторял: «Только путь внутрь себя остаётся доступным».

## Влияние
Своим отказом от участия в Таинстве Алтаря с «христианами-по-имени» Лоденстейн по сути положил начало церковному сепаратизму. В случае Лоденстейна это был сепаратизм «мягкий», отличающийся от решительного сепаратизма Лабади и позднейших радикальных пиетистов: Лоденстейн подчёркнуто не отделялся от своей церкви (и даже продолжал нести церковное служение), а только по некоторым параметрам отстранялся от неё, с тем, чтобы проводить более сосредоточенную, цельную, внутренне-молитвенную жизнь, чем большинство её членов. Вокруг Лоденстейна сложился кружок единомышленников, продолживший своё существование и после его кончины. Вот как описывали современники последователей Лоденстейна: «Так называемые „лоденстейнианцы“ суть такие люди, кои противятся лицемерию и ханжеству, кои, хоть и несовершенны, но стремятся к совершенству, кои не желают иметь ничего общего с мирским времяпрепровождением и весьма опечалены косностью и рутиной нынешнего христианства… Они отдаляют себя от плотских и мирских людей и „христиан-по-имени“ и подвергаются за это поношению от тех, кто „ходит в церковь“, но Духа не имеет».
Влияние «лоденстейнианцев» со временем распространилось не только на Нидерланды, но и на нижнерейнские области Германии. Особо благоприятную почву «лоденстейновский сепаратизм» нашёл для себя в Мюльхайме в лице Вильгельма Хоффмана и Герхарда Терстегена. Последний не только перенял образ жизни Лоденстейна (не-причащение, безбрачие), — во многом и поэтическое дарование Терстегена сформировалось под воздействием нидерландского мистика.
Наконец, известное немецкое пиетистское движение «мирные земли́» (Пс. 34, 20), «Stillen im Lande», связываемое обычно с именем Терстегена (христиане, сводящие всё внешне-церковное к минимуму и стремящиеся проводить жизнь в тихости (нем. Stille), отрешённости от духа мира сего, молитве и предании всего себя Богу), своим происхождением обязано в значительной мере именно Лоденстейну и вышеупомянутому сообществу его последователей.